# (8688) Delaunay
(8688) Delaunay (1992 PV1) – planetoida z grupy pasa głównego asteroid okrążająca Słońce w ciągu 3,43 lat w średniej odległości 2,27 au. Odkryta 8 sierpnia 1992 roku.